# Landázuri
Landázuri est une municipalité colombienne située dans le département de Santander.